# Tramwaje w Sofii
Tramwaje w Sofii – system komunikacji tramwajowej działający w stolicy Bułgarii, Sofii. Sieć składa się z dwóch rodzajów rozstawu torów: wąskiego (1009 mm) i standardowego (1435 mm).

## Historia
Elektryczny tramwaj działa w Sofii od 1 stycznia 1901. Na 6 uruchomionych trasach o łącznej długości 23 km jeździło 25 wagonów silnikowych i 10 wagonów doczepnych. W 1944 w wyniku rozbudowy sieci tramwajowej długość tras tramwajowych wynosiła 79,3 km. W 1987 otwarto nową zajezdnię Iskyr dla tramwajów normalnotorowych (1435 mm) oraz oddano do eksploatacji pierwszą linię normalnotorową. W 1989 dostarczono do Sofii 39 tramwajów Tatra T6B5. W 1995 otwarto kolejną normalnotorową linię nr 22, która kursuje na trasie: od dworca autobusowego Wschód do przystanku "Mładeżki teatyr". Do obsługi linii nr 22 sprowadzono 29 używanych tramwajów GT6 z Niemiec. Obecnie planowana jest rozbudowa sieci tramwajowej na przedmieściach Sofii o 24 km.

## Linie

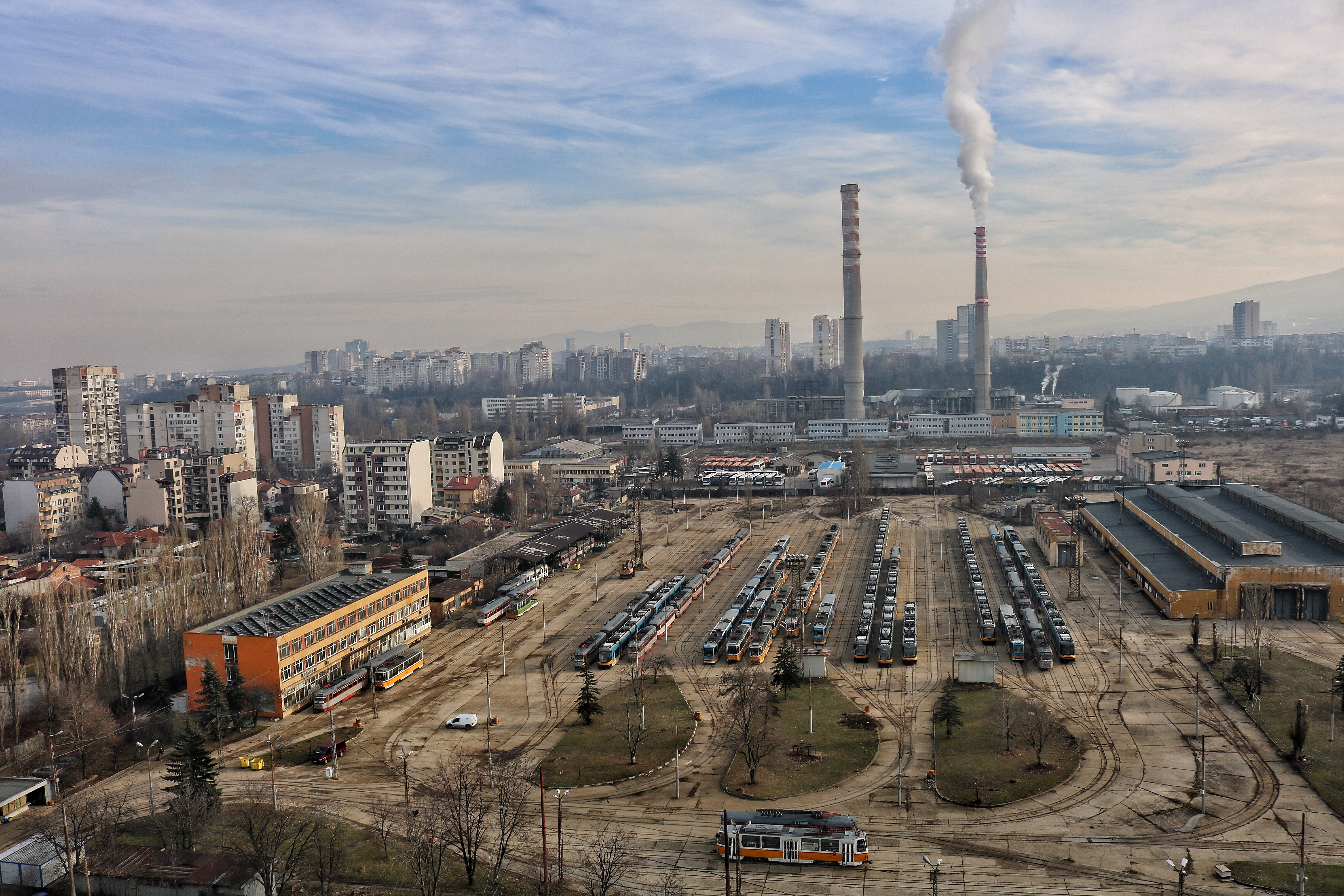
Zajezdnia Krasna Polana, 31 grudnia 2017r.

Stan na 10 grudnia 2023
| Nr                                                                 | Trasa                                         | Zajezdnia      |
| ------------------------------------------------------------------ | --------------------------------------------- | -------------- |
| 1                                                                  | Os. Iwan Wazow - Centralny Dworzec Autobusowy | Krasna Poljana |
| 3                                                                  | Dworzec Zacharna Fabrika - Kw. Orłandowci     | Krasna Poljana |
| 4                                                                  | Bulwar Nikoły Petkowa - Kw. Orłandowci        | Krasna Poliana |
| 5                                                                  | Knjażewo - Sydebna Pałata                     | Krasna Poljana |
| 6                                                                  | Obelja 2 - Iwan Wazow                         | Baniszora      |
| 7                                                                  | Zajezdnia Han Kubrat - Borowo                 | Krasna Poljana |
| 8                                                                  | Lulin 5 - Sydebna Pałata                      | Baniszora      |
| 10                                                                 | Zapaden park - Kw. Hladilnika                 | Baniszora      |
| 11                                                                 | Knjażewo - Ilijanci                           | Baniszora      |
| 12                                                                 | plac Żurnalist - Ilijanci                     | Baniszora      |
| 18                                                                 | Os. Orłandowci - plac Żurnalist               | Krasna Poljana |
| 20                                                                 | Stacja metra Opyłczenska - Zajezdnia Iskyr    | Iskyr          |
| 22                                                                 | Dworzec autobusowy Wschód - Krasna Poljana    | Iskyr          |
| 23                                                                 | Mładezki Teatyr - ul. Obikołna                | Iskyr          |
| 27                                                                 | Nadlez Nadeżda - Borowo                       | Krasna Poljana |
| Linia na torze wąskim (1009 mm) Linia na torze normalnym (1435 mm) |                                               |                |

## Tabor
Sofia dysponuje następującym taborem tramwajowym:
| Model                      | Zdjęcie | Liczba |
| -------------------------- | ------- | ------ |
| Т8К-503                    |         | 9      |
| Т6М-700                    |         | 22     |
| Т8М-700М                   |         | 8      |
| Tatra T4DM/B4DM            |         | 13     |
| Tatra T6A2/SF              |         | 57     |
| PESA 122 NaSF              |         | 38     |
| T8M-700 IT                 |         | 18     |
| Tatra T6B5                 |         | 37     |
| Tatra T6А5                 |         | 40     |
| Düwag GT8ZR                |         | 4      |
| Schindler Waggon AG Be 4/6 |         | 28     |

## Galeria

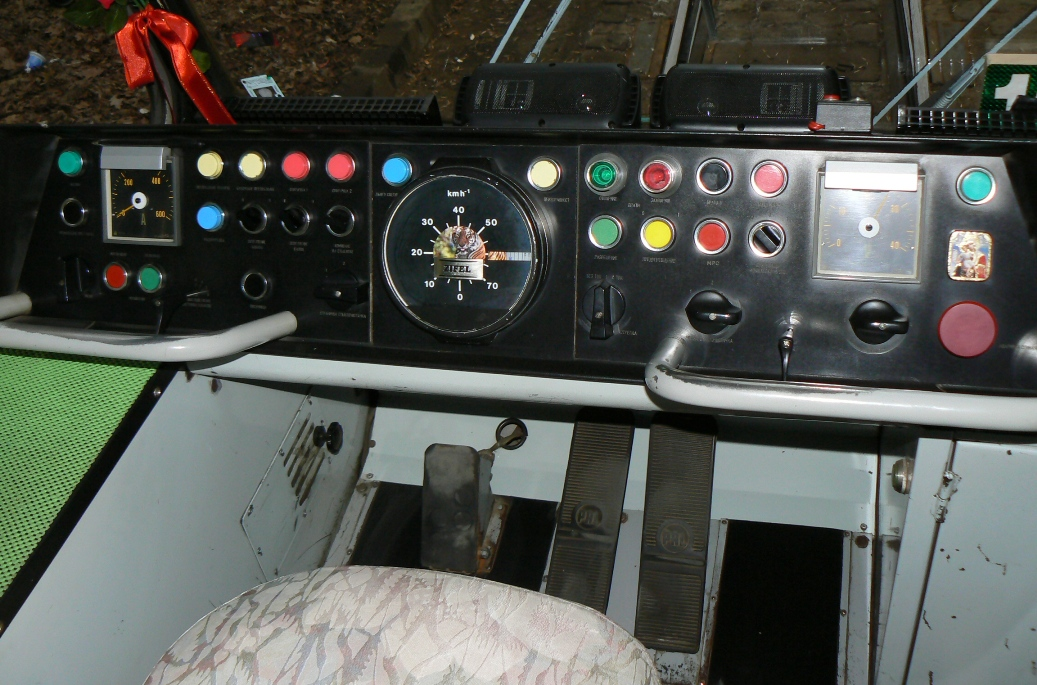
Pulpit sofijskiej Tatry T6A2B
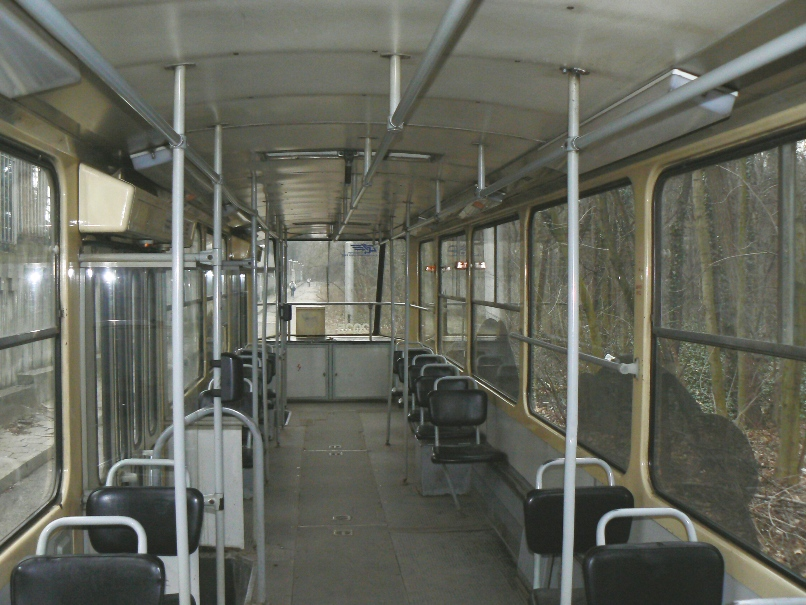
Wnętrze Tatry T6A2B
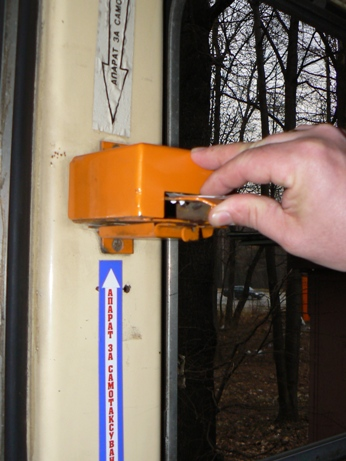
Kasownik tramwaju w Sofii
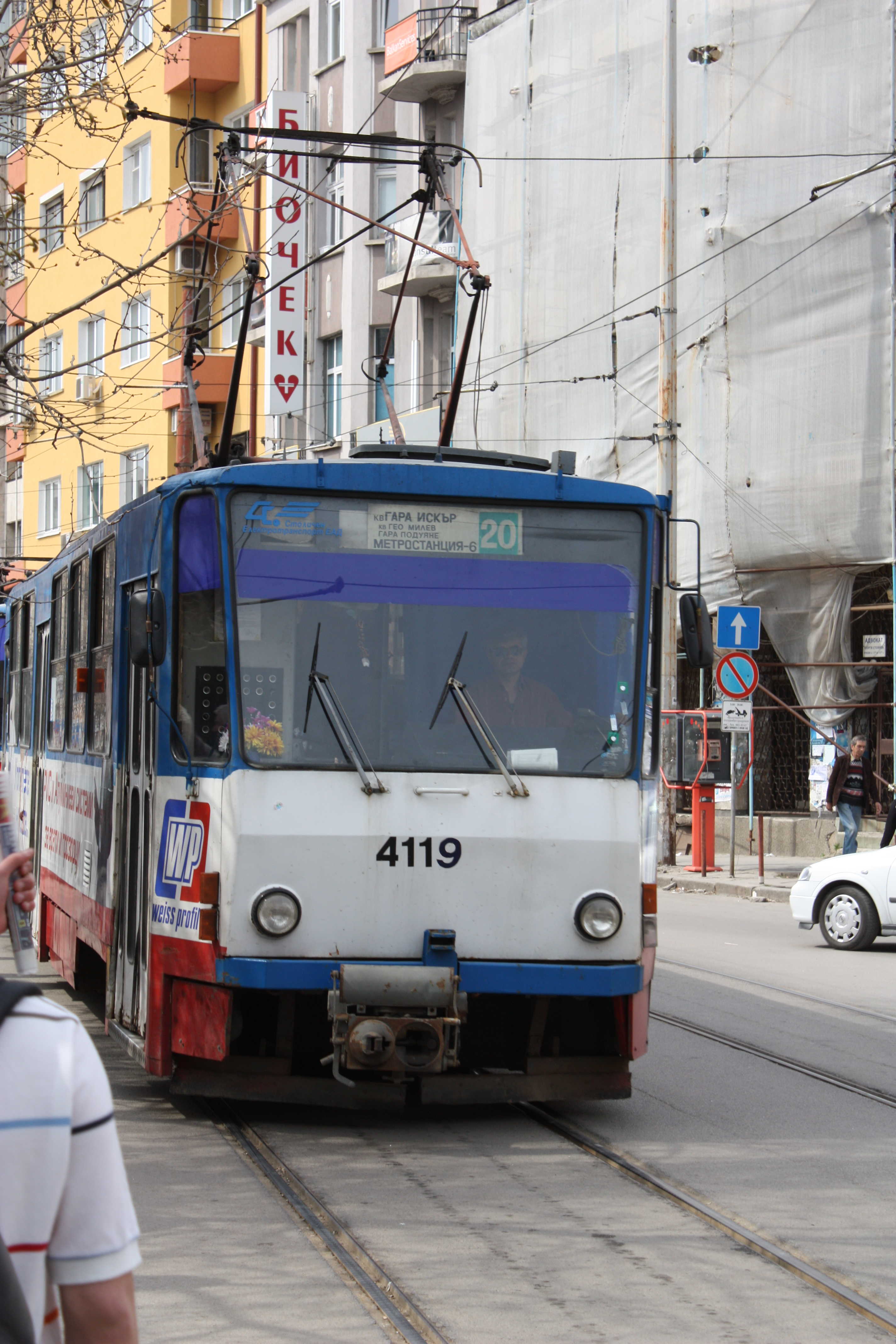
Linia nr 20 - Tatra T6B5B
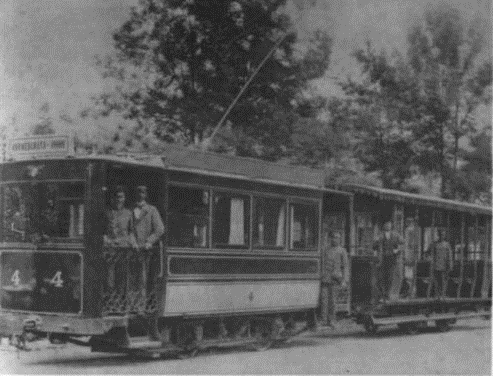
Pierwszy tramwaj w Sofii
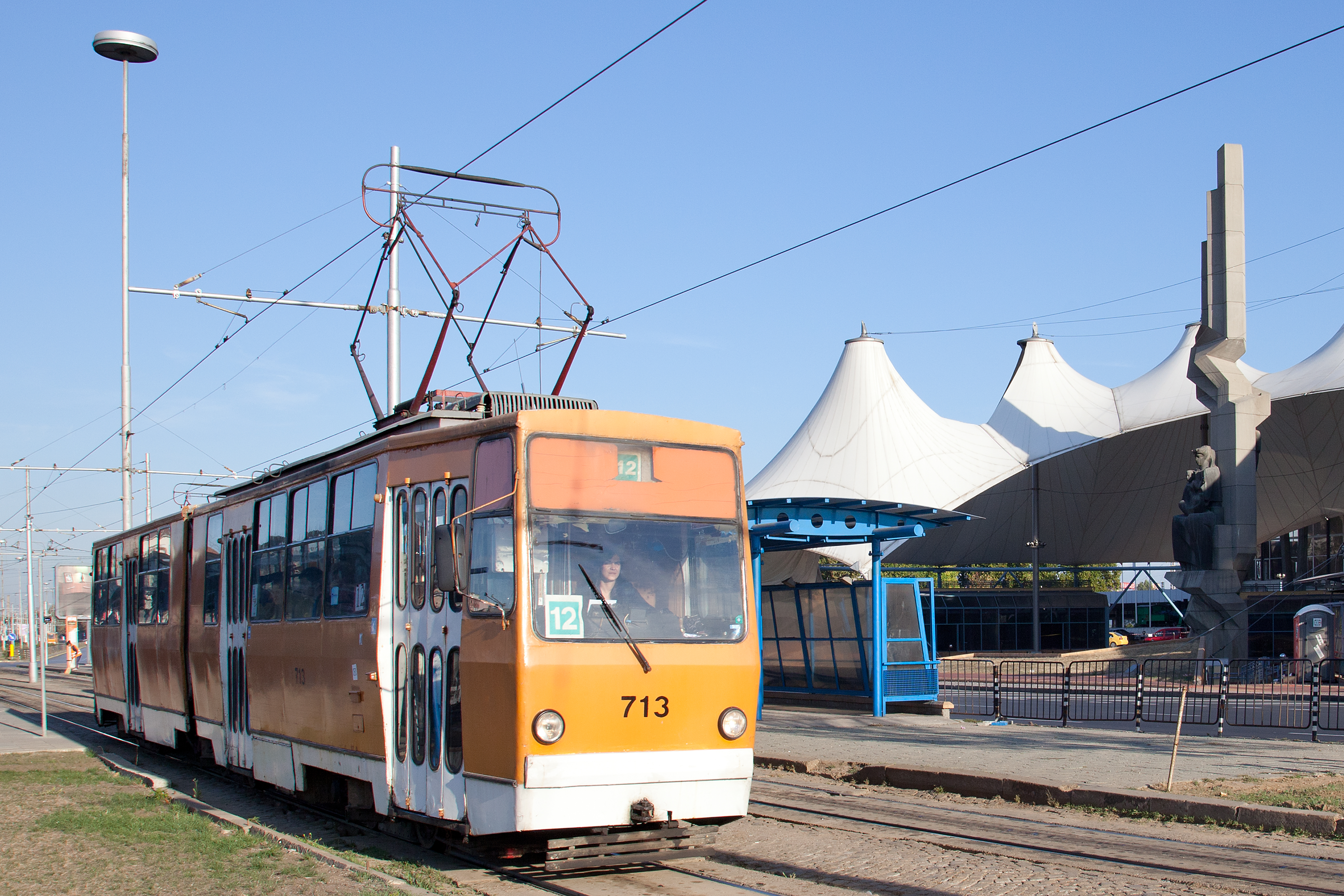
Tramwaj T6M-700